# Triclisperma paucifolia
Triclisperma paucifolia là một loài thực vật có hoa trong họ Polygalaceae. Loài này được (Willd.) Nieuwl. miêu tả khoa học đầu tiên năm 1914.